# 300 v. Chr.
Portal Geschichte | Portal Biografien | Aktuelle Ereignisse | Jahreskalender | Tagesartikel

◄ |
4. Jahrhundert v. Chr. |
3. Jahrhundert v. Chr. |
2. Jahrhundert v. Chr. |
►

◄ | 320er v. Chr. | 310er v. Chr. | 300er v. Chr. | 290er v. Chr. |
280er v. Chr. |
►

◄◄ | ◄ | 303 v. Chr. | 302 v. Chr. | 301 v. Chr. | 300 v. Chr. |
299 v. Chr. |
298 v. Chr. |
297 v. Chr. |
► |
►►

## Ereignisse

### Politik und Weltgeschehen

#### Östliches Mittelmeer
- Demetrios I. Poliorketes, dem die Athener nach seiner Niederlage bei Ipsos die Aufnahme verweigern, greift Lysimachos an der Halbinsel Chersonnes an und stellt seine in Griechenland verbleibenden Truppen unter das Kommando des jungen Pyrrhos I.

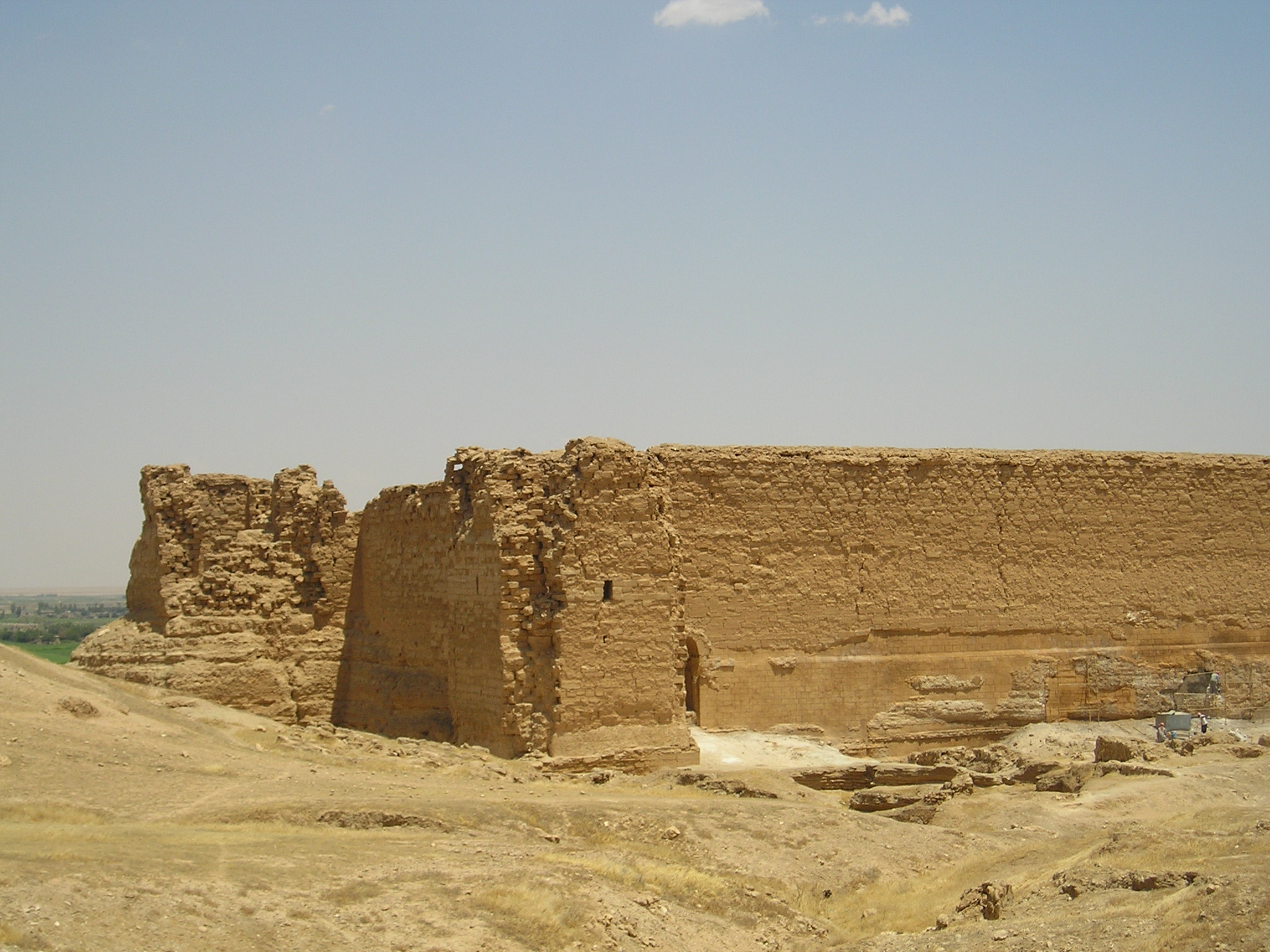
Reste der Zitadelle

- um 300 v. Chr.: Auf Anweisung von Seleukos I. wird im Seleukidenreich im heutigen Syrien die griechische Stadt Dura Europos mit einer stark befestigten Zitadelle gegründet.

#### Westliches Mittelmeer
- Durch die Lex Ogulnia erhalten die Plebejer in der Römischen Republik Zugang zu den Priesterämtern der Pontifices und der Auguren.
- Das etruskische Pyrgi wird römische Kolonie.

#### Afrika
- um 300 v. Chr.: Das Reich von Kusch verlegt seine Hauptstadt von Napata nach Meroe, nördlich des heutigen Khartum.

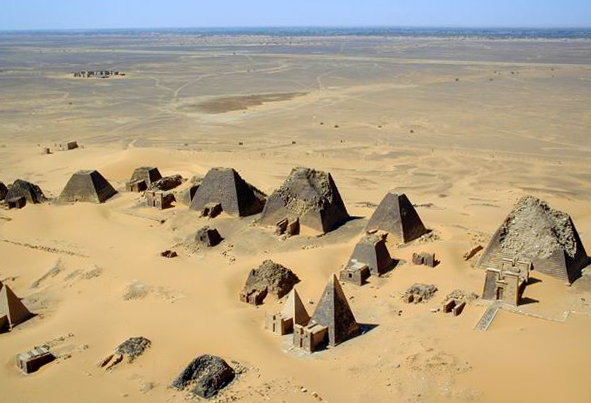
Luftbild der Nubischen Pyramiden bei Meroe

### Wissenschaft und Technik

#### Europa
- um 300 v. Chr.: Zenon von Kition begründet die Stoa, eine Richtung der griechischen Philosophie.
- um 300 v. Chr.: Timocharis von Alexandria verfasst einen Sternkatalog.
- um 300 v. Chr.: Aristyllos versucht Ortsbestimmungen mit Hilfe der Fixsterne.
- um 300 v. Chr.: Der sogenannte „Stelzfuß von Capua“, eine antike Beinprothese, wird gefertigt.

#### China
- um 300 v. Chr.: Bau einer ersten Eisenkettenhängebrücke in China (Yunnan)

### Kultur
- um 300 v. Chr.: In Japan wird die Jōmon-Zeit von der Yayoi-Zeit abgelöst.

## Geboren
- um 300 v. Chr.: Lü Buwei, chinesischer Philosoph, Kaufmann und Politiker († 236/235 v. Chr.)
- um 300 v. Chr.: Lykon aus der Troas, griechischer Philosoph († 225 v. Chr.)

## Gestorben
- um 300 v. Chr.: Aristoxenos, griechischer Philosoph und Musiktheoretiker (* um 360 v. Chr.)
- um 300 v. Chr.: Eudemos von Rhodos, griechischer Philosoph (* um 370 v. Chr.)
- um 300 v. Chr.: Euklid, griechischer Mathematiker (* um 365 v. Chr.)